# 棕枝主日龍捲風爆發
棕枝主日龍捲風爆發是發生在1965年4月10日至12日的一場毀滅性的劇烈天氣事件，這起事件影響美國中西部和東南部。當天在一天16小時內產生了55場已被確認的龍捲風。龍捲風爆發最高潮發生在4月11日下午到4月12日的夜間，這是當時有記錄以來第二大龍捲風爆發，後來被稱為1965年棕枝主日龍捲風爆發，造成愛荷華州錫達縣到俄亥俄州凱霍加縣及密歇根州肯特縣到印第安納州蒙哥馬利縣450英里（724 公里）的大片破壞。 龍捲風爆發的主要部分持續了16小時35分鐘，是有記錄以來龍捲風強度最強烈的爆發之一，包括至少四次雙子龍捲風。此次爆發總共造成266人死亡，3,662人受傷，並造成 12.17億美元（1965年幣值）的損失。